# Hyalinobatrachium munozorum
Hyalinobatrachium munozorum é uma espécie de anfíbio da família Centrolenidae. Pode ser encontrada no Equador, Peru, Colômbia, Brasil e Bolívia.